# Iván Marchuk
Iván Stepánovich Marchuk (en ucraniano: Іван Степанович Марчук; Moskalivka, 12 de mayo de 1936) es un pintor ucraniano contemporáneo, fundador de la técnica del pliontanismo. Entre los premios que ha ganado están el de Artista de Honor de Ucrania, ganador del Premio Nacional Shevchenko, o ciudadano de Honor de Ternópil y Kiev.

## Biografía
Iván Marchuk nació en una familia de tejedores y, para ayudar a la familia a llegar a fin de mes, Marchuk solía ayudar a su padre con el trabajo. Comenzó a pintar cuando era un niño. A pesar de la falta de materiales artísticos (por ejemplo, pintura, pastel, acuarela, papel), Marchuk logró hacer arte con el pigmento natural de flores, briznas de hierba y frutas. Después de graduarse de una escuela de siete años, ingresó en la Escuela de Artes Aplicadas Iván Trush de Leópolis en el departamento de pintura decorativa, donde estudió de 1951 a 1956. Si bien sus padres querían que estudiara para convertirse en cirujano o biólogo, no se atrevieron a interponerse en el camino de su evidente talento y sueños. Describió este período de su educación como transformador y rindió homenaje a los maestros progresistas que lo inspiraron a explorar más allá del espacio ideológico seguro del realismo socialista. Terminó uniéndose a un grupo clandestino en 1959 dirigido por uno de sus maestros, Karl Zvirinski, quien introdujo a sus miembros en el arte, la historia, la música, la literatura y la religión no autorizadas. Después de servir en el ejército soviético, continuó sus estudios en el departamento de Cerámica del Instituto de Artes Aplicadas de Leópolis, graduándose en 1965. Para ganar dinero, también trabajó para una organización que hacía carteles y pancartas para fábricas, clubes y teatros. Posteriormente trabajó en Kiev; de 1965 a 1968 trabajó en el Instituto de Materiales Superduros de la Academia Nacional de Ciencias de Ucrania. Sin embargo, los bajos salarios y la residencia en un apartamento comunal le dificultaron la vida en la capital. Para complementar sus ingresos, cumplió un encargo del periódico "Ranok" para un pequeño dibujo y un diseño de portada. En 1968, Marchuk vendió su primera obra por 30 karbovanets a Yuri Shcherbak. De 1968 a 1984, en la Planta de Artes Decorativas y Monumentales de Kiev, realizó ilustraciones para publicaciones soviéticas. En su tiempo libre, Marchuk dedicó su alma a su propio arte, experimentando con diferentes formas, como el entintado y la témpera, y buscando formas de llevar su arte al extranjero.
Fue en este momento de su vida cuando la KGB comenzó a acosarlo por sus inclinaciones inconformistas, alcanzando el pico de sus actividades represivas en los años 1970. Las autoridades soviéticas se mostraron especialmente en desacuerdo con los colores más oscuros utilizados por Marchuk, que consideraban inadecuados en las representaciones típicamente brillantes del realismo socialista. Además de las acusaciones de desviaciones del realismo socialista, la KGB sospechaba que Marchuk tenía simpatías nacionalistas ucranianas; porque venía de Leópolis, hablaba ucraniano y representaba figuras ucranianas. Debido a que la Unión de Artistas de la URSS se negó a admitirlo en sus filas, no pudo participar en exposiciones ni vender su obra. No fue hasta 1980 que Marchuk realizó su primera exposición en Kiev, patrocinada por los escritores Pavló Zahrebelni y Dmitro Pavlichko. En 1984, Marchuk fue despedido de la Planta de Artes Decorativas y Monumentales de Kiev. Si bien pudo vender algunas obras en exposiciones individuales celebradas en el departamento de artes de la Biblioteca Nacional y otras instituciones, su falta de acceso a galerías de arte restringió en gran medida sus oportunidades.
Cuando Mijaíl Gorbachov se convirtió en secretario general en 1985, la KGB dejó de acosar a Marchuk y a partir de entonces, sus esperanzas de emigrar aumentaron. En 1988 tuvo la oportunidad de visitar Checoslovaquia, donde causó una gran impresión en la comunidad artística del país. En 1989, gracias a los esfuerzos de su amigo artista ucraniano-australiano Peter Kravchenko, se le permitió una visa para visitar Australia, donde sus obras fueron exhibidas por la Sociedad de Artistas Ucranianos de Australia, así como por galerías comerciales en Sídney. Posteriormente viajó a Canadá. Mientras estaba en el extranjero, la Unión de Artistas de la URSS finalmente le concedió la membresía, aunque aparentemente sin notificárselo. En 1990, su primera exposición oficial en su país de origen tuvo lugar en Kiev, en el Museo Estatal de Bellas Artes de Ucrania. Al no haber sido valorado en la Unión Soviética, Marchuk fue bien aceptado en la recién independizada Ucrania, donde obtuvo el prestigioso Premio Nacional Táras Shevchenko en 1997.
No importa la distancia que viajó al extranjero, nunca perdió su amor por la tierra ucraniana, que continuó representando en sus dibujos de paisajes extremadamente detallados. En 2001 decidió regresar a Ucrania y su regreso definitivo ocurrió en 2011. Desde un anuncio del entonces presidente Víktor Yúshchenko en 2005, ha habido planes tentativos para construir un museo para Iván Marchuk y su obra en Kiev.El 10 de mayo de 2022, el presidente de Ucrania Volodímir Zelenski firmó un decreto sobre la creación del Museo y Centro Cultural de Arte Contemporáneo Iván Marchuk, ubicado en el edificio del número 10 de la calle Volodímira Vinnichenko (donde estuvo la embajada de Estados Unidos de 1992 a 2012). El lienzo "El jardín de las tentaciones" (1996) de Iván Marchuk ocupó el puesto número 5 en el ranking "Las seis pinturas más caras de artistas ucranianos". La pintura se vendió en 2022 por 120.000 dólares en la subasta de la casa de subastas Goldens. Los fondos se dirigieron a las necesidades de las Fuerzas Armadas de Ucrania.

## Estilo y obras
Iván Marchuk ha producido más de 5.000 obras a lo largo de su vida, la mitad de las cuales se encuentran fuera de Ucrania. Ha expuesto su obra en numerosos países, entre ellos Letonia, Alemania, Polonia, Bélgica, Hungría, República Checa, Eslovaquia, Turquía, Luxemburgo, Tailandia, Túnez y otros. Es conocido como el creador de la técnica artística "pliontanismo", que se caracteriza por altos niveles de trazos detallados que parecen entrelazarse unos con otros. Aunque algunos han comparado su estilo con el hiperrealismo, el propio Marchuk no está de acuerdo con esta etiqueta.

## Legado y premios

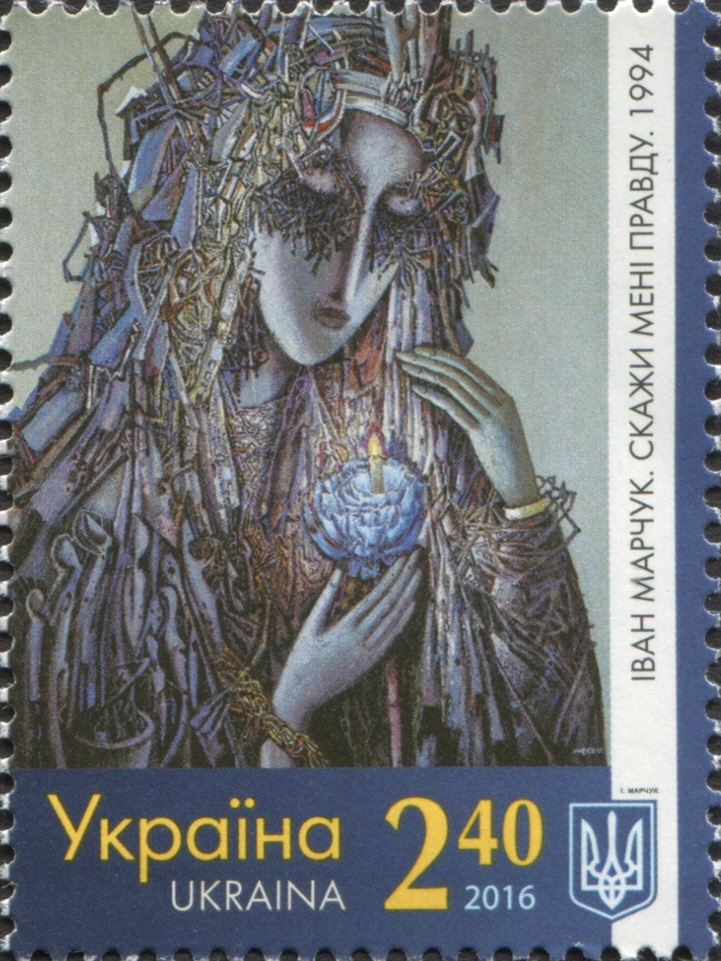
Sello con la pintura Dime la verdad de Iván Marchuk (1994).

Atlant UMC ha publicado 3 libros sobre la obra del artista. Una gran monografía titulada "Iván Marchuk" (2004) ilustra todas las etapas de su carrera creativa. El segundo álbum trata del período 1965-2005. El tercer álbum fue publicado en la serie "Pintura" (2008). Para 2013-2016, Fenix publicó tres libros de Iván Marchuk. En febrero de 2017, Felix publicó un catálogo de los primeros trabajos de Marchuk, titulado “Las parábolas pictóricas de Iván Marchuk: el período temprano”. La experta en arte alemana Olena Balun y la investigadora ucraniana Tamara Stripko escribieron el prólogo. En febrero de 2018, Folkart Gallery publicó el libro Echo of Dreams en ucraniano, inglés y turco, que contiene 300 lienzos del artista.
El 31 de mayo de 2016, la tercera sesión del consejo del óblast de Ternópil apoyó el proyecto para lanzar el Premio Regional Iván Marchuk anual para niños superdotados de 7 a 15 años en el campo de las bellas artes en 2016.
Algunos de los premios que ha recibido son los siguientes: 
- Título de Artista de Honor de Ucrania (1996).
- Premio Nacional Tarás Shevchenko de Ucrania (1997) por la serie de pinturas Shevchenkiana, La voz de mi alma.[17]
- La Academia Internacional de Arte Contemporáneo de Roma aceptó a Iván Marchuk en las filas del Golden Guild en 2006 y lo eligió miembro honorario del consejo científico de la academia.[18]
- Parte de la lista 100 genios de hoy del Daily Telegraph (2007).[19]
- Orden de la Libertad de Ucrania (2016).[20]